# رستون (ویرجینیا)
رستون، ویرجینیا، (به انگلیسی: Reston, Virginia) منطقه‌ای مسکونی واقع در فرفکس کانتی، ایالت ویرجینیا می‌باشد، که از مناطق حومه واشینگتن، دی. سی. به‌شمار می‌آید و در سرشماری سال ۲۰۱۰ جمعیت آن ۵۸٫۴۰۴ نفر اعلام گردید.
مرکز شهر رستون، محل استقرار دفاتر مرکزی چندین شرکت بزرگ چندملیتی و موسسه معتبر می‌باشد، که برای نمونه می‌توان به: رولز-رویس نورث امریکا، وری‌ساین، کام اسکور، لایدوس، مؤسسه معماران آمریکا و سازمان زمین‌شناسی آمریکا اشاره کرد.
بر پایه اطلاعات اداره آمار آمریکا، مساحت اوکتن معادل ۲۵٫۱ کیلومترمربع برآورد می‌شود.

## رویدادها
جشنواره فیلم واشنگتن وست یک جشنواره سالانه فیلم است که از پاییز سال 2011 در رستون ، ویرجینیا برگزار می شود. این جشنواره در راستای کمک به یک پروژه جمع آوری کمک های مالی برای امور خیریه برگزار می شود.

#### رستون، ویرجینیا: توسعه‌ی شهری در حومه
رستون، ویرجینیا که مسلما در مقایسه با سایر شهرهای موجود در این فهرست، شهرت کم‌تری دارد، برای شهری‌تر کردن جوامع حومه، از دهه‌ی ۱۹۶۰، همواره به دنبال راه‌های نوآورانه بوده است. وجود نام این شهر در این فهرست به خاطر تلاش‌های آن در افزایش شهری‌سازی و یکپارچگی با منطقه کلان‌شهری واشنگتن است. مسلما اگر مدتی در این شهر زندگی کنید و تجربه‌ی زندگی در واشنگتن را نیز داشته باشید، به تفاوت‌های متعدد مناطقی نظیر لیک آنی رستون و لانفانت پلازای واشنگتن پی خواهید برد. 
در حقیقت، رستون، علی‌رغم مشکلات اولیه، به یکی از یک الگوی موفقیت الهام‌بخش از یک برنامه ریزی و طراحی شهری فوق‌العاده تبدیل شده است. این شهر نشان داده است چگونه می‌توان شهر و حومه را با هم یکپارچه کرد و فضاهای عمومی اصیلی را در مناطقی دور از مرکز شهر به وجود آورد. هر فردی که تجربه‌ی فضاهای عمومی فوق‌العاده‌ی شهرهای اروپایی را داشته باشد، در مرکز شهر رستون احساس غربت نخواهد کرد. 